# Vologèse IV
Pour les articles homonymes, voir Vologèse.
Vologèse IV est un Grand-Roi des Parthes de la dynastie arsacide, ayant régné de 147 à 191.

## Biographie
Vologèse IV est le fils d'un Mithridate qui n'est pas qualifié de « Grand-Roi »  mais seulement de « Roi »  dans une inscription retrouvée sur une statue d'Héraklès emportée de Mésène et ne s'identifie donc pas forcément à Mithridate IV (129-140).
Il réunifie l’Empire parthe partagé entre son père putatif et le roi Vologèse III (105-147). Il fait de plus reconnaître son autorité sur le royaume de Characène qui se considérait comme indépendant depuis l’intervention de l’empereur romain Trajan en Orient entre 98 et 117. En 150, il en chasse le roi « Miradatès fils de Pacorus » qu'il remplace par un vassal fidèle Orabzès.
Le roi parthe entre en conflit avec Rome vers 155 sur le vieux litige relatif à la suzeraineté sur l’Arménie. Vologèse IV aurait tenté d’installer sur le trône d’Arménie un certain Aurelius Pacoros (161-163), ce qui entraîne une réaction de l'empereur romain Lucius Verus : la guerre romano-parthique de 161-166. Au cours des combats, la ville de Séleucie du Tigre est détruite et la capitale Ctésiphon brûlée par Avidius Cassius en 165. Les troupes romaines poursuivent leur avancée jusqu’en Médie et Vologèse doit faire la paix et abandonner aux Romains la Mésopotamie occidentale.
On considère également parfois que Vologèse IV est le « Volgash » de la tradition du zoroastrisme.

## Postérité
La fin du règne de Vologèse IV est troublée par la révolte et l’usurpation en 190 d’un certain Osroès II en Médie. Son successeur est son fils Vologèse V.
Cyrille Toumanoff considère que le fils et héritier du roi, le prince Vologèse, est le roi vassal d’Arménie de 180 à 191 et qu’il est le « Grand-Roi arsacide »  qui, selon la Chronique géorgienne, épouse la fille de Pharasman III d'Ibérie et est le père de Rev Ier d'Ibérie, fondateur de la dynastie arsacide de ce pays.